# Rode dwerg

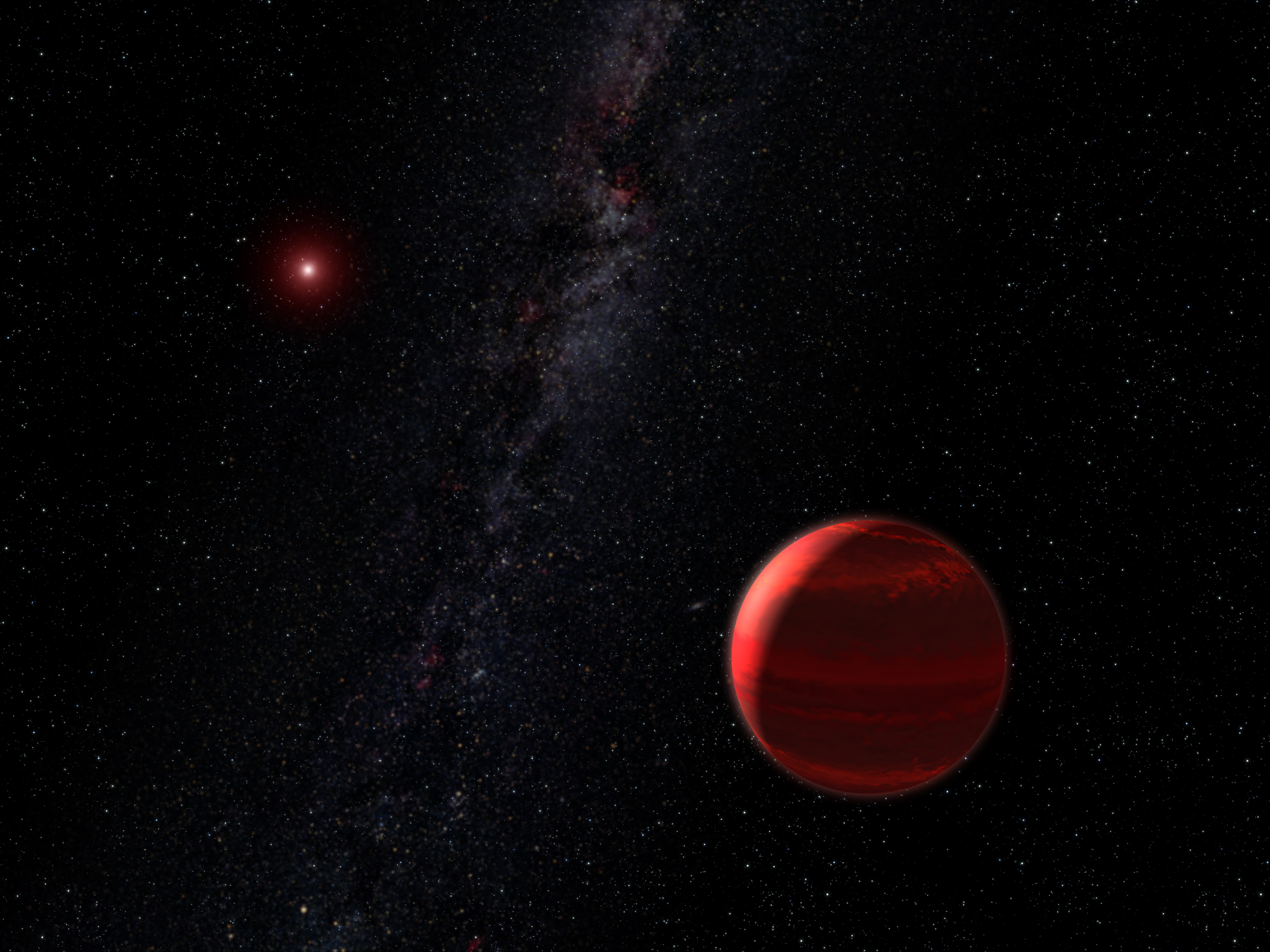
Impressie van een planeet in een baan rond een rode dwerg

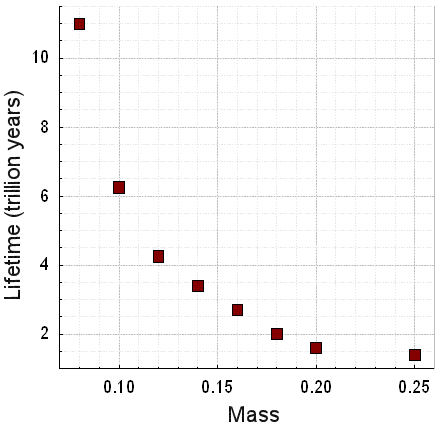
De voorspelde verblijftijd van een rode dwerg op de hoofdreeks als functie van zijn massa

Een rode dwerg is de kleinste soort ster uit de hoofdreeks, van spectraalklasse K5 tot K9 of M en lichtkrachtklasse V, met een massa tussen 0,08 en 0,5 maal die van de zon. Door de relatief kleine massa is de temperatuur in de kern van een rode dwerg lager dan in die van grotere sterren, zodat de kernfusiereactie ("verbranding") van waterstof tot helium langzamer gaat.

## Eigenschappen
| Klasse | Massa (M☉) | Straal (R☉) | Lichtkracht (L☉) | Teff (K) |
| ------ | ---------- | ----------- | ---------------- | -------- |
| M0V    | 60%        | 62%         | 7,2%             | 3800     |
| M1V    | 49%        | 49%         | 3,5%             | 3600     |
| M2V    | 44%        | 44%         | 2,3%             | 3400     |
| M3V    | 36%        | 39%         | 1,5%             | 3250     |
| M4V    | 20%        | 26%         | 0,55%            | 3100     |
| M5V    | 14%        | 20%         | 0,22%            | 2800     |
| M6V    | 10%        | 15%         | 0,09%            | 2600     |
| M7V    | 9%         | 12%         | 0,05%            | 2500     |
| M8V    | 8%         | 11%         | 0,03%            | 2400     |
| M9V    | 7,5%       | 8%          | 0,015%           | 2300     |

De effectieve temperatuur van het oppervlak van een rode dwerg is 2300 tot 3500 kelvin. Rode dwergen zijn zo lichtzwak (absoluut 10 tot 300.000 maal zwakker dan de zon) dat geen enkele met het blote oog te zien is (de helderste rode dwerg is Lacaille 8760 met een visuele magnitude van 6,68). Een groot deel van de sterren van de Melkweg zijn rode dwergen.
Vanwege de langzame verbranding van waterstof en de lage temperatuur kan de levensduur van de minst massieve ster 10-20 biljoen jaar bedragen. Omdat het heelal nog maar zo'n 13,8 miljard jaar oud is, is de verdere evolutie van rode dwergen vooralsnog onbekend.
Rode dwergen met een massa van minder dan 0,25 zonnemassa zullen aan het einde van hun evolutie niet eerst een rode reus en daarna een witte dwerg worden, zoals onze zon. Als een rode dwerg is uitgebrand, zal hij naar verwachting uiteindelijk een witte dwerg worden en vervolgens afkoelen tot een zwarte dwerg.

## Voorbeelden van rode dwergen
- de ster van Kapteyn, in 1897 ontdekt door Jacobus Cornelius Kapteyn
- de ster van Barnard
- Proxima Centauri, de dichtstbijzijnde ster op een afstand van 4,22 lichtjaar
- Gliese 581, een rode dwerg met 5 exoplaneten op een afstand van 20,3 lichtjaar.
- Ross 248, een rode dwerg op een afstand van 10 lichtjaar